# That's My Bush!
That's My Bush! es una comedia de sátira política/sitcom de los creadores de South Park Trey Parker y Matt Stone. Estuvo en el aire en Comedy Central entre abril y junio de 2001.
La serie tiene su eje en la vida ficticia del presidente de los Estados Unidos George W. Bush, interpretado por Timothy Bottoms, quien después hizo el mismo papel en la película para televisión DC 9/11. Carrie Quinn Dolin actúa como Laura Bush, y Kurt Fuller hace de Karl Rove. El show fue estructurado como una clásica comedia de situación.

## Personajes
- Timothy Bottoms como el presidente George Walker Bush.
- Carrie Quinn Dolin como la primera dama Laura Bush.
- Kurt Fuller como Karl Rove.
- Marcia Wallace como Maggie Hawley.
- Kristen Miller como Princess Stevenson.
- John D'Aquino como Larry O'Shea.
- Chris Borkovec como el agente Smiley (dos episodios).
- Bob Legionaire como Charlton Heston (dos episodios).
- Toddy Walters como guía turístico (dos episodios).
- Pun'kin el gato (un episodio).